# حي طارق
حي طارق هو منطقة تجاوز سكني فيما وراء السدة الشمالية في المحلة 573 في مقاطعة تلول السديرة رقم 17، في بلدية الصدر الأولى في قضاء الصدر أقصى شمال شرق بغداد، معنى التجاوز السكني أن صنف الأرض فيها زراعي وصار يُستعمل لغير ذلك، مساحتها 55.08 هكتار، وهي ثلاثة أقسام، حي طارق القديم جنوباً، وطارق الوسط، وطارق الشيشان شمالاً، وهي ضئيلة الخدمات البلدية، وفي بداية المنطقة محلات بيع مواد إنشائية، تُسمّى سكلّات، تُسبب اختناقات مرورية، وكان في المنطقة مصاهر للمعادن تابعة لهيئة التصنيع العسكري، لذلك يُعدّ حي طارق من المناطق شديدة التلوّث في العراق، وفي غربي حي طارق قناة الشرطة التي أُنشت لتكون متنزهاً، غيرَ أنها مهملة ملوثة صارت مستنقعات، ما زال حي طارق في مقاطعة تلول السديرة منطقة مهملة ذات أغمار مائية، حتى يوم 1 كانون الأول سنة 1991، حين زارها وزير الداخلية وطبان إبراهيم الحسن، فبدأ وضع خطة عمل لتدارك حالها، وتمثّل ذلك في إزالة أطيان كثيرة وفتح شوارع ورشها بالحصى وصيانة وإصلاح أنابيب المياه التالفة، وكان سكانها حينئذٍ 15 ألفاً، ضمن ألفَي عائلة.

## تاريخ المنطقة
حي طارق جزء من مقاطعة تلول السديرة، كانت أرض حي طارق مرمىً للنفايات وأنقاض البناء، وفي سنة 1975 بدأ فقراء بالسكن فيها وبنوا بيوتهم من أنقاض البناء، وكان يقال للمنطقة تلول السديرة، ثم سُميت حي التنك، كانت أرضه زراعيةَ الصنف، مُلكاً لبيت الأورفلي، ثم قُسّمت الأرض دونمات زراعية، مساحة كل قطعة بين 600 متر مربع و3 آلاف متر مربع، وبيعت وفقاً لسندات مسجلة، ثم قسّمها المالكون قطعاً صغيرة ذات سندات ملكية مشتركة تُسمّى مشاعاً، ظلّت فيها الملكية باسم المالك الأصلي، ثم توسع السكن من حي طارق القديم إلى الأرض المجاورة التي كانت ملكاً للدولة، استولى عليها متجاوزون، ثم صار في المنطقة محلة 573 ومحلة 575، وتفرّع من حي طارق حي المنتظر وحي الرضا، وأُلحقت المنطقة بحي الأورفلي من مدينة الصدر، تتراوح مساحة القطع السكنية من 50 إلى 200 متر مربع، وحتى سنة 2013 كان في المنطقة 8318 وحدة سكنية عشوائية.

خارطة بغداد، وفيها خط السدة الشمالية

## وراء السدة
حي طارق القديم والجديد في المنطقة التي تُسمى وراء السدة، والمقصود السدة الشمالية شرق بغداد، التي كانت ثالث سدة أُنشئت شرق بغداد لصدّ الفيضان عنها، بعد السدة الشرقية وسدة ناظم باشا.

## مدارسها
حي طارق في صَوب الرصافة، في قاطع الرصافة الثالثة، وفيها.
- مدرسة الأوصياء للبنين.
- مدرسة الفاطميات للبنات.[11]